# کریستین پیرس
کریستین پیرس (انگلیسی: Krystian Pearce؛ زادهٔ ۵ ژانویهٔ ۱۹۹۰) بازیکن فوتبال اهل بریتانیا است.
از باشگاه‌هایی که در آن بازی کرده‌است می‌توان به باشگاه فوتبال تورکی یونایتد، باشگاه فوتبال هادرزفیلد تاون، باشگاه فوتبال اسکانتورپ یونایتد، باشگاه فوتبال پیتربورو یونایتد، باشگاه فوتبال نوتس کانتی، باشگاه فوتبال بارنت، باشگاه فوتبال بیرمنگام سیتی، باشگاه فوتبال پورت ویل، و باشگاه فوتبال منزفیلد تاون اشاره کرد.
وی همچنین در تیم‌های ملی فوتبال زیر ۱۷ سال انگلستان، زیر ۱۹ سال انگلستان، و باربادوس بازی کرده‌است.